# اسبچه

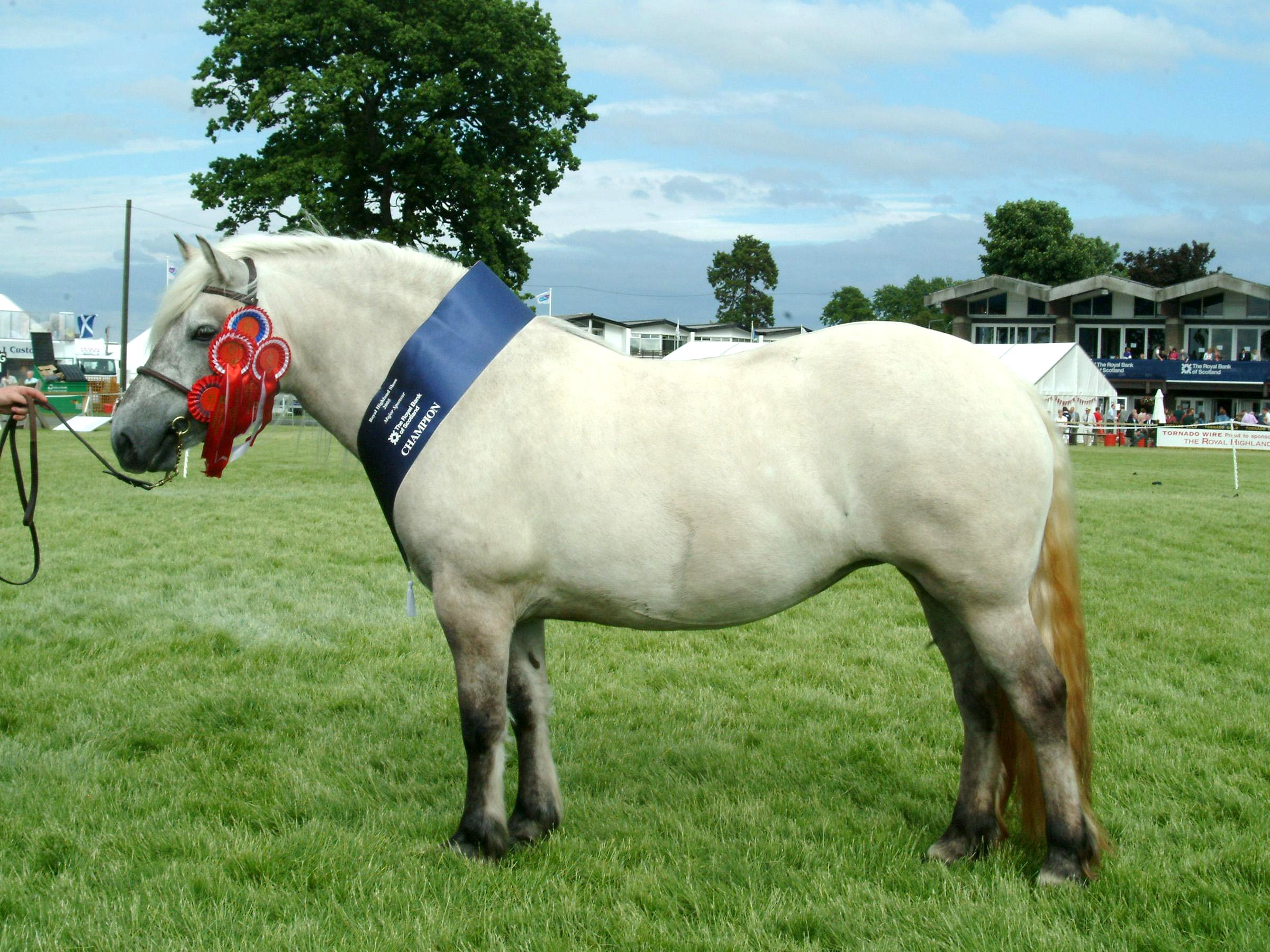

اسبچه یا پونی، اسبی کوچک است. بسته به نژاد و قد، اسبچه ممکن است اسبی با ارتفاعی حدوداً برابر جدوگاه یک اسب بالغ باشد، یا اسبی کوچک با هیکلی خاص.
درواقع اسبچه‌ها اسب‌های کوچک جثه‌ای هستند که قد آن‌ها کمتر از ۱٫۵ متر است. اما این به این معنا نیست که هر اسبی که قدش کوتاه است اسبچه به حساب می‌آید. اسبچه‌ها اعضای نژاد خاصی از اسب‌ها به‌شمار می‌روند.
نژاد اسبچه انواع گوناگونی در سرتاسر جهان دارد. در نمایشگاه‌ها معمولاً اسبچه‌ها را برحسب قدشان به سه دسته تقسیم می‌کنند: تا ۱٫۲ متر، تا ۱٫۳۴ متر، و تا ۱٫۴ متر.
اسبچه‌ها عموماً باهوش و با رفتاری دوستانه شمرده می‌شوند گرچه گاهی کله‌شق هم توصیف می‌شوند. 

## اسبچهشتلند
این اسبچه‌ها همانهایی هستند که اکثر مردم با شنیدن اسم اسبچه آن‌ها را در ذهنشان مجسم می‌کنند. این اسبچه‌ها واقعاً ریزجثه هستند و قدشان معمولاً ۱و۱ متر است. این نوع اسبچه دارای رنگ‌های مختلفی نیز هست.
اسبچه ویلزی
اسبچه‌های ویلزی (Welsh ponies) در واقع چهار نوع دارند که به ترتیب قد از کوتاه به بلند عبارتند از: اسبچه ویلیزی کوهستان، اسبچه ویلزی، اسبچه ویلزی نوع پاکوتاه (تاتو)، و تاتوی ویلزی. 
(Welsh Mountain Pony, Welsh Pony, Welsh Pony of Cob Type, Welsh Cob)

## اسبچه آمریکایی
این اسبچه‌ها در اصل از پیوند اسبچه آپالوسا (Appaloosa) با اسبچه شتلند به وجود آمدند و معمولاً خصوصیات اسبچه Appaloosa را دارند. این نوع اسبچه هم برای بچه‌ها خوب است و غالباً به اسم POA شناخته می‌شود.

## اسبچه کونمارا
این نوع اسبچه ظاهری پیراسته دارد و از انواع قد بلند اسبچه‌ها به حساب می‌آید؛ به همین دلیل برای افراد بزرگسال مناسب تر است تا کودکان. این نوع اسبچه در پرش استعداد زیادی دارد. 

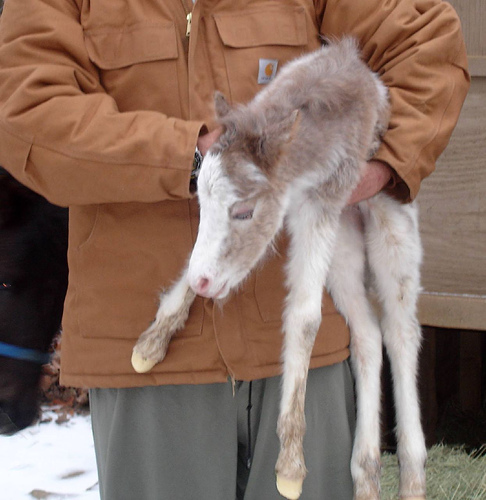
کره اسبچه

## اسبچه شینکوتگ
این نوع اسبچه وحشی بوده و در دو تا از جزیره‌های ساحل ویرجینیا زندگی می‌کند. این اسبچه‌ها اولین بار در دهه ۱۷۰۰ میلادی کشف شدند، گله‌های آن‌ها توسط آتش‌نشانی منطقه Chincoteague کنترل شد که در چهارم ژوئیه آن‌ها را با گله اسبچه‌های جزیره Assateague یکی کردند و از باریکهٔ اقیانوسی به جزیره Chincoteague عبور دادند تا به حراج گذاشته شوند.
این نوع اسبچه نسبتاً سرسخت است، اما برای سوارکاری مورد استفاده قرار گرفته است. این اسبچه‌ها در همه رنگ‌ها دیده می‌شوند اما رنگ ابلق در آن‌ها غالب است.